# Stenalcidia nigrilineata
Stenalcidia nigrilineata är en fjärilsart som beskrevs av Paul Dognin 1900. Stenalcidia nigrilineata ingår i släktet Stenalcidia och familjen mätare. Inga underarter finns listade i Catalogue of Life.